# Onthophagus quinquetuberculatus
Onthophagus quinquetuberculatus é uma espécie de inseto do género Onthophagus, família Scarabaeidae, ordem Coleoptera.
Foi descrita cientificamente por MacLeay em 1871.